# Gabriel Narutowicz

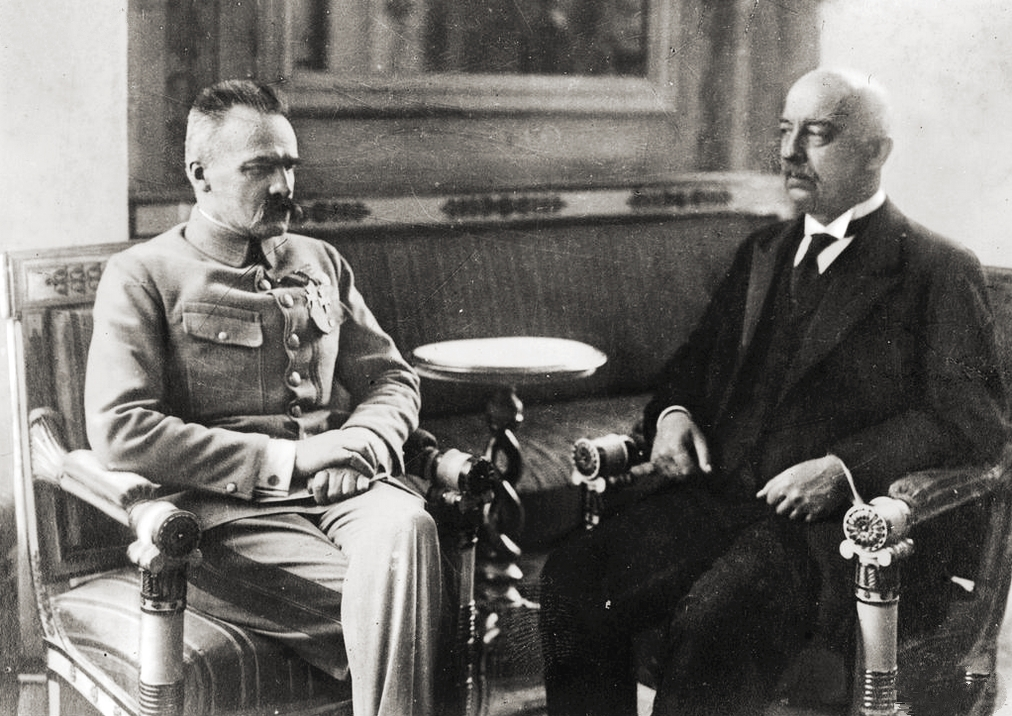
G. Narutowicz (vpravo) s J. Piłsudským, pár dní před smrtí

Gabriel Narutowicz (17. března 1865, Telšiai, Ruské impérium – 16. prosince 1922, Varšava, Polsko) byl polský politik a první prezident druhé polské republiky. Jeho bratr byl litevský právník Stanislovas Narutavičius.

## Životopis

### Mládí
Gabrielův otec Jan byl místní soudce. Zúčastnil se "Lednového povstání" v roce 1863 na území bývalé Republiky obou národů proti Ruskému impériu. Po jeho porážce byl odsouzen na rok do vězení. Zemřel, když byl Gabrielovi 1 rok.
Gabriel Narutowicz ukončil roku 1886 docházku na gymnázium v Liepāji. Poté začal studovat matematiku na Petrohradské univerzitě, roku 1887 však onemocněl a musel se vzdát studií. Téhož roku odešel do Švýcarska, kde studoval na Spolkové vysoké technické škole v Curychu.

### Pobyt ve Švýcarsku
Roku 1895 byl na Narutowicze vydán ruskými úřady zatykač. Stal se tak švýcarským občanem a po dokončení studií začal pracovat jako železničář v St. Gallenu.
Narutowicz byl vynikající stavební inženýr. V roce 1895 se stal vedoucím stavby mostů přes Rýn. Jeho práce byly roku 1896 vystavené na Světové výstavě v Paříži. Stal se také průkopníkem elektrifikace ve Švýcarsku. Nařídil budování vodních elektráren například v Monthey, Mühlebergu nebo Andelsbuchu.
Roku 1913 se Narutowicz stal učitelem na ETH v Curychu v oboru stavitelství vodních elektráren. Na tomto postu vydržel až do roku 1919. Mezitím se stal členem spolku pro ekonomiku vodního hospodářství. V roce 1915 se stal předsedou odboru pro regulaci Rýna.
Během první světové války pomáhal Narutowicz zraněným vojákům. Roku 1919 uposlechl výzvu Józefa Piłsudského a vrátil se do nezávislého Polska.

### Polský politik
Po příchodu zpět do Polska se Narutowicz roku 1920 stal ministrem veřejných staveb komunikací ve vládě Władysława Grabského. Tento post si udržel i za vlády premiérů Wincenta Witose a první a druhé vlády Antonia Ponikowského. V roce 1922 se stal ministrem zahraničí ve vládě Artura Śliwińského a vládě Juliana Nowaka. Stal se také zástupcem Polska na konferenci v Tallinnu. 

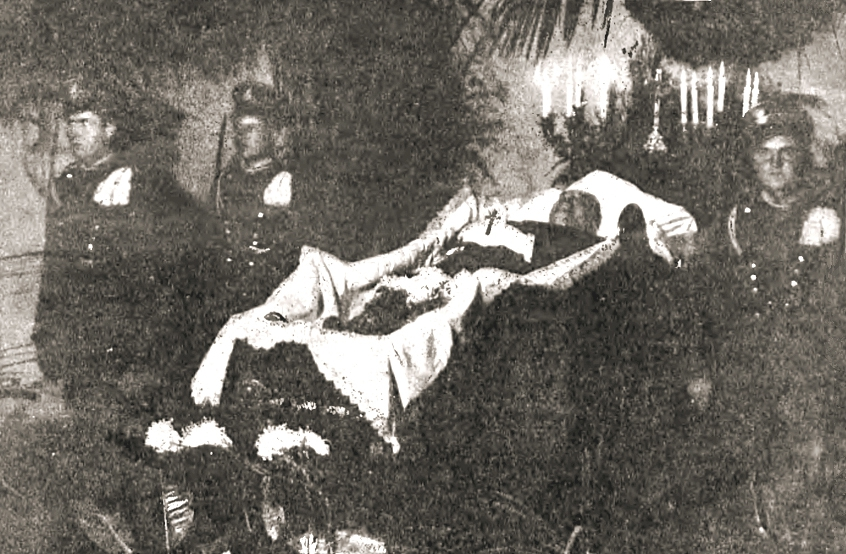
G. Narutowicz v rakvi

### Volby
Roku 1922 byly vypsány prezidentské volby. Józef Piłsudski ustanovil jako kandidáta také Narutowicze. Ten nejprve odmítal kandidovat za Lidovou stranu, nakonec ale přijal.
V prvním kole proti socialistovi Ignacy Daszyńskému těsně vyhrál. V dalších kolech bojoval proti kandidátovi seskupení národnostních menšin Janu Baudouinu de Courtenay a Stanisławovi Wojciechowskému (ten nakonec souboj vzdal).
V posledním kole bojoval Narutowicz proti národnímu demokratovi Maurycy Zamoyskému. Volby nakonec vyhrál Narutowicz s 289 hlasy, což bylo o 62 hlasů více, než získal Zamoyski. Narutowicz se tak 9. prosince 1922 stal prvním prezidentem druhé polské republiky.

### Atentát
Narutowicz byl prezidentem pouhých pět dní. Dne 16. prosince 1922 byl zavražděn při návštěvě umělecké výstavy v Národní galerii umění. Vrahem byl malíř Eligiusz Niewiadomski, který byl spřízněný s národními demokraty. Byl odsouzen k trestu smrti a 31. ledna 1923 zastřelen. Někteří členové národní demokracie si z Niewiadomského udělali hrdinu. Narutowiczova vražda dokazovala nacionalismus a nesnášenlivost v polské společnosti. Byl pochován ve Varšavě.

## Fotogalerie

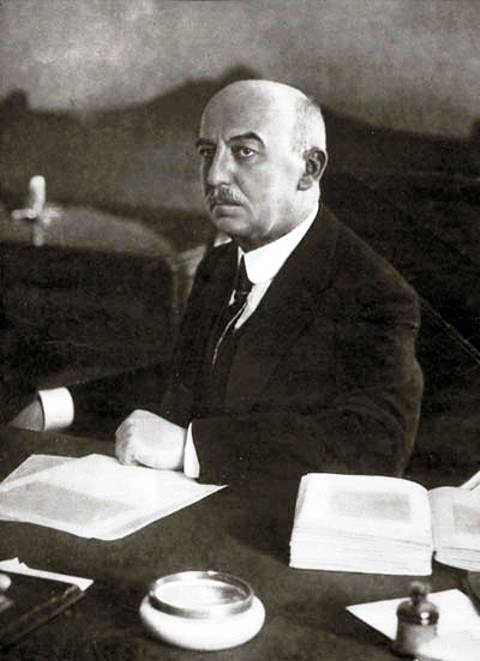
Gabriel Narutowicz (1922)
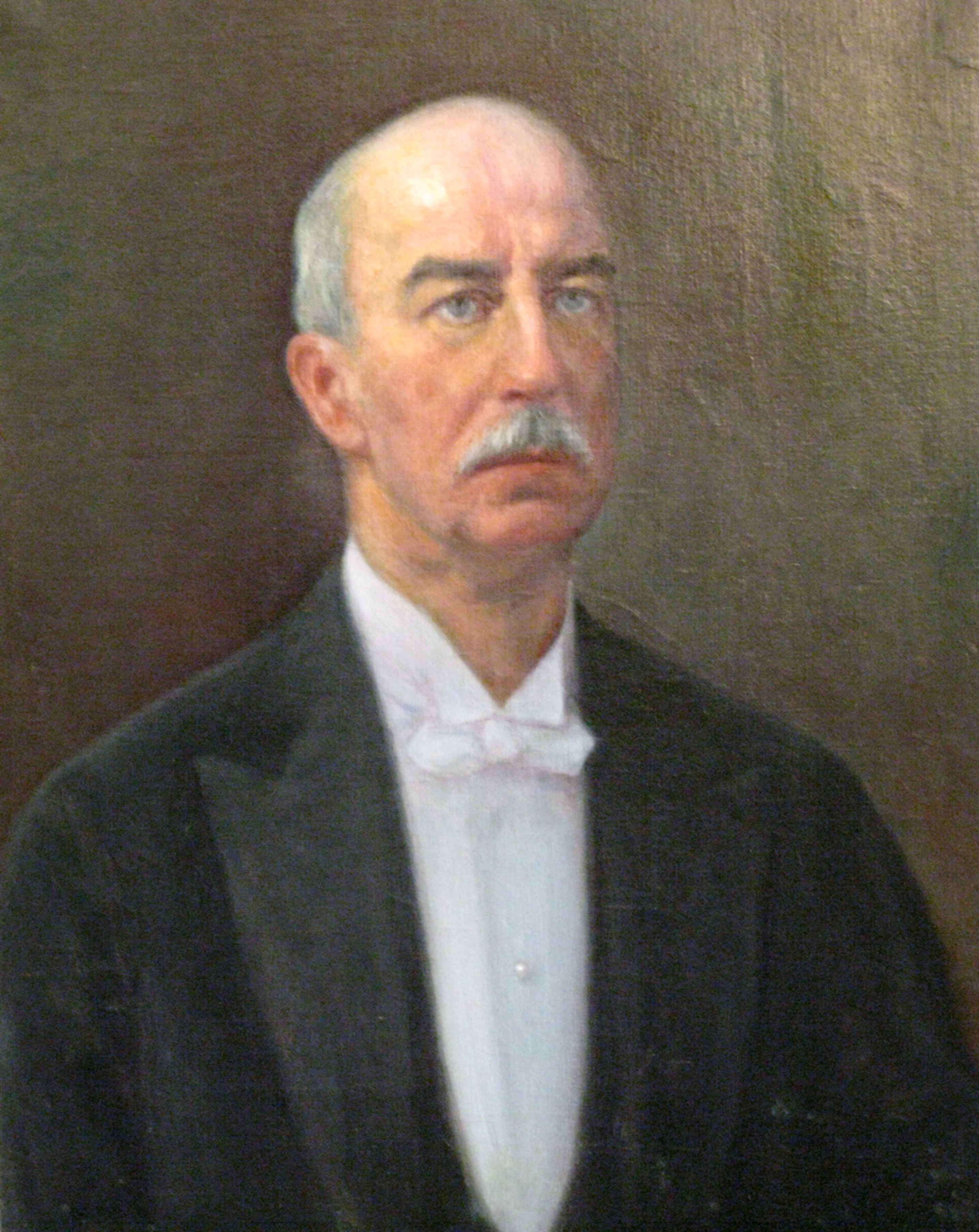
Portrét Gabriela Narutowicze
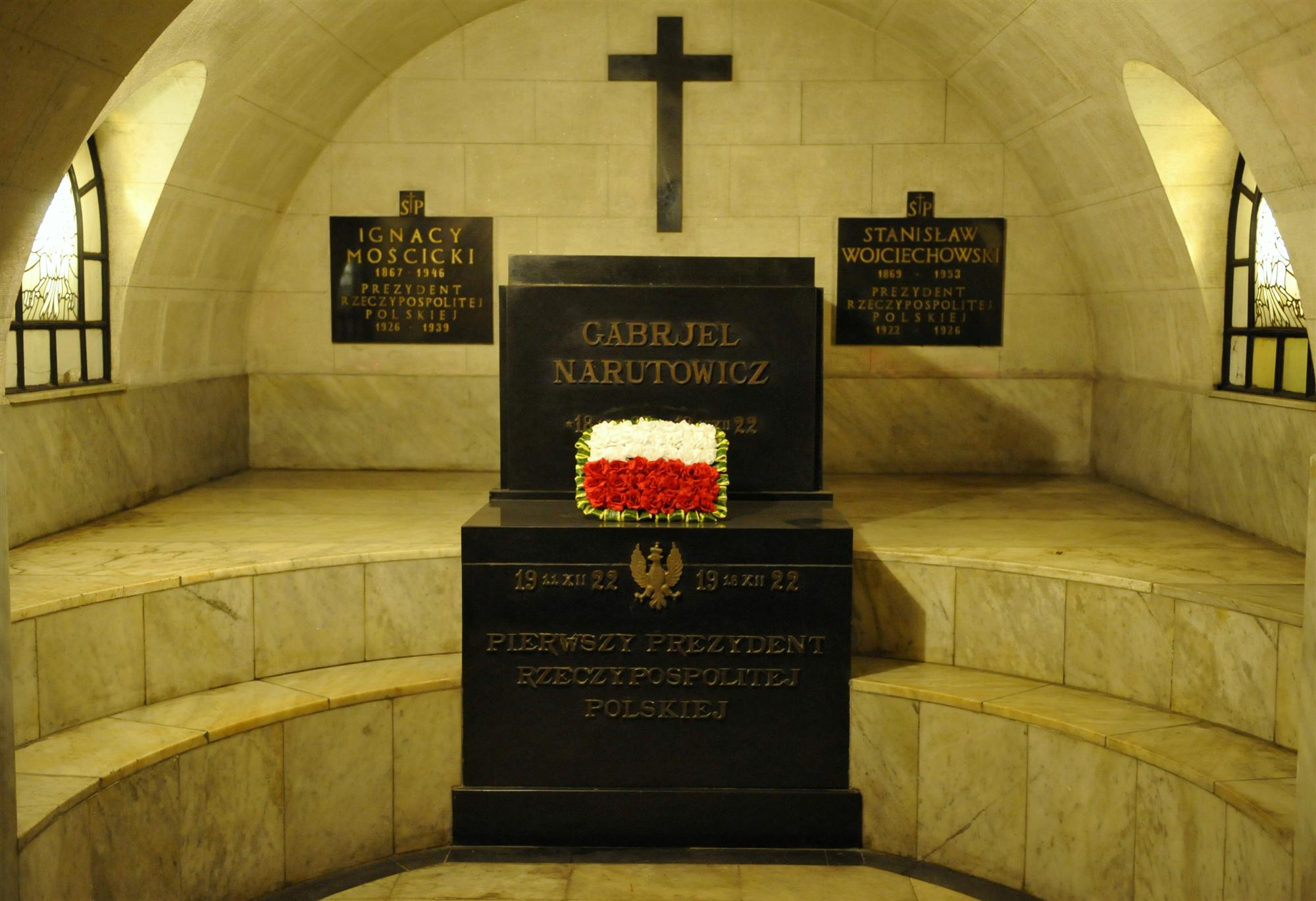
Je uložen v kryptě Bazyliky archikatedralné św. Jana Chrzciciela ve Varšavě
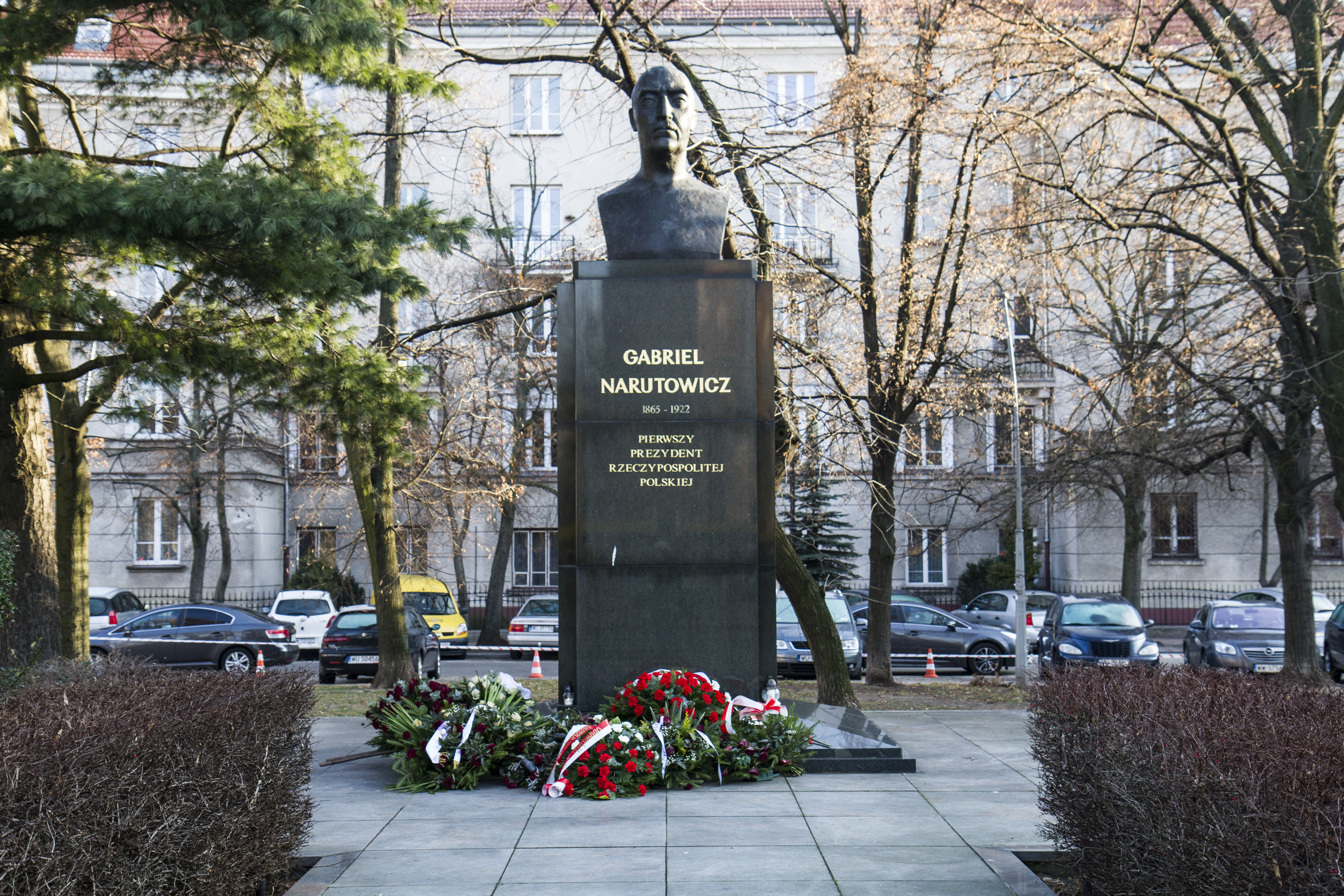
Jeho pomník ve Varšavě